# Zaniklé stavby v Hradci Králové
Tento článek pojednává o významných stavbách v Hradci Králové, které v průběhu dějin zanikly. 

## Kostely

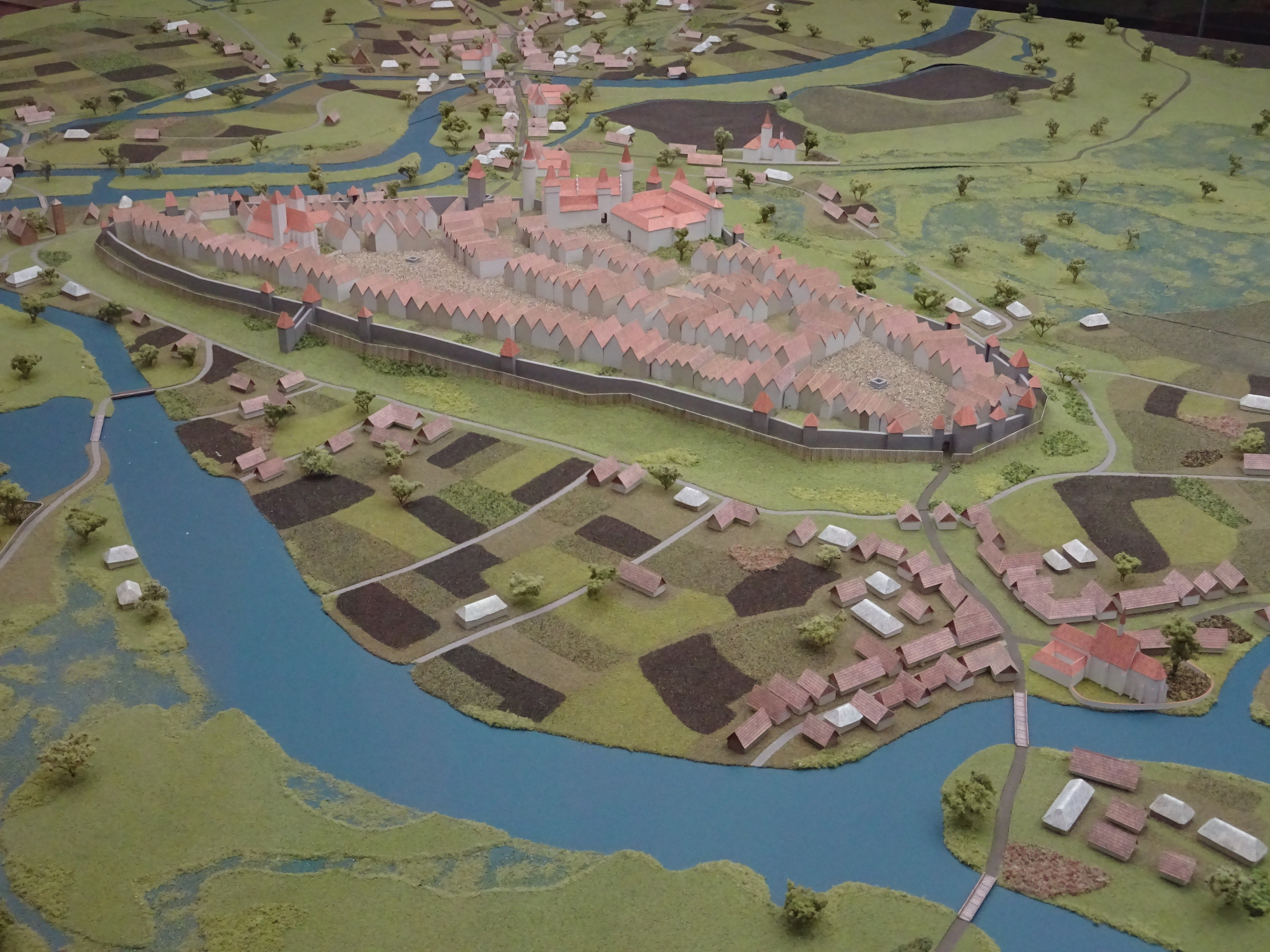
Model středověkého Hradce Králové v Muzeu východních Čech, v expozici Cesty města

V Hradci Králové na počátku 15. století fungovalo hned 15 kostelů (případně včetně klášterů), čímž se toto město řadilo k největším v Čechách. Většina těchto církevních staveb však zanikla během husitských válek a následujícího období (1419–1436) či během přestavby města na barokní bastionovou pevnost (1766–1778). Tehdy musela být z příkazu Josefa II. zbořena všechna hradecká předměstí a nuceně vznikaly nové osady dál od města.
O zániku církevních staveb v husitské době se zmiňuje již v roce 1904 Antonín Cachner v Soupisu památek historických a uměleckých v království Českém od pravěku do počátku XIX. století, svazku XIX. Politický okres Královéhradecký: „Při opanování Hradce r. 1420 pobořeny byly husitským lidem klášter Minoritský s kostelem sv. Jana Křt., připomínaný již r. 1241, a Dominikánský klášter s kostelem sv. Jana Křt. Za válek husitských rozbořeny byly dále farní kostel sv. Petra a sv. Mikuláše a zanikly též klášter panenský řádu Dominikánského s kostelem sv. Jiří a farní kostely sv. Martina, sv. Vavřince a sv. Václava.“
Kostely, které dnes již neexistují, byly na území města stavěny v průběhu 11. až 16. století a tvořily důležitou součást Hradce Králové. Většina kostelů i další zástavby byla na návrších, kde je nemohla zatopit voda z tehdy neregulovaných toků řek. Kostely se špitály však byly právě kvůli dostupnosti vody umisťovány do blízkosti řek (sv. Anna, sv. Antonín a sv. Jakub).
| Kostel                   | Lokalita            | Vznik          | První zmínka   | Zánik                                       | Poznámky                                                                                        |
| ------------------------ | ------------------- | -------------- | -------------- | ------------------------------------------- | ----------------------------------------------------------------------------------------------- |
| kostel sv. Anny          | Pražské Předměstí   | 1344           | 1344           | stavba pevnosti (1776)                      | také špitál; nový kostel sv. Anny vybudován v tehdy nově založené osadě Kukleny (1777–1784)     |
| kostel sv. Mikuláše      | Pražské Předměstí   | 13. století    | 1346           | husitská revoluce (1436)                    |                                                                                                 |
| kostel sv. Jiří          | Pražské Předměstí   | 12. století    | 1277           | husitská revoluce                           | také klášter dominikánek                                                                        |
| kostel sv. Kříže         | Pražské Předměstí   | 12. století    | 15. století    | husitská revoluce (1436)                    |                                                                                                 |
| kostel sv. Antonína      | Slezské Předměstí   | do 1379        | 1379           | stavba pevnosti (1766)                      | také špitál; nový kostel sv. Antonína vybudován v tehdy nově založené osadě Nový Hradec Králové |
| kostel sv. Jakuba        | u třídy Čs. armády  | 12. století    | ?              | stavba pevnosti (1766)                      | také špitál                                                                                     |
| kostel sv. Jana Křtitele | u třídy Čs. armády  | 11. století    | ?              | husitská revoluce (1419)                    | nejstarší známý kostel na území Hradce Králové, na hradě                                        |
| kostel P. Marie          | u třídy Čs. armády  | 12. století    | 1225           | husitská revoluce (1419)                    | u hradu, také dominikánský klášter (v muzea)                                                    |
| kostel sv. Martina       | Mýtské předměstí    | 12. století    | 1352           | husitská revoluce (po 1420)                 |                                                                                                 |
| kostel sv. Václava       | Mýtské předměstí    | raný středověk | poč. 15. stol. | husitská revoluce                           | přesná poloha není známa                                                                        |
| kostel sv. Pavla         | Mýtské předměstí    | poč. 16. stol. | 1514           | stavba pevnosti (1776)                      | nový kostel sv. Pavla vybudován v tehdy nově založené osadě Pouchov                             |
| kostel sv. Petra         | Pražské Předměstí   | raný středověk | 1352           | stavba pevnosti (1778)                      | nový kostel sv. Petra vybudován v Plotištích nad Labem, již dříve existující vsi                |
| kostel sv. Štěpána       | u Kydlinovské ulice | raný středověk | 1384           | husitská revoluce                           | nejvzdálenější od centra                                                                        |
| kostel sv. Vavřince      | u soutoku           | raný středověk | 1342           | husitská revoluce (příp. třicetiletá válka) |                                                                                                 |

### Kostel sv. Anny se špitálem a klášterem (Pražské předměstí)
Kostel sv. Anny se špitálem byl založen v roce 1344 rychtářem Janem, jeho manželkou Markétou, vdovou Kristýnou a kramářem Folklinem. Po husitské epoše kostel nezanikl, naopak byl zvětšen a stal se farním kostelem Pražského Předměstí. Roku 1512 je při kostele doloženo literátské bratrstvo. V roce 1621 zde byl zřízen minoritský klášter. Kostel i klášter zanikly kvůli výstavbě hradecké pevnosti v roce 1776. Boření kvůli stavbě pevnosti museli obstarávat sami majitelé, za což jim bylo ponecháno stavivo k novým stavbám. Stavební materiál byl přesunut do Kuklen, kde posloužil k vybudování nového kostela sv. Anny s klášterem (1777–1784).
Roku 1776 byl původní klášter sv. Anny se špitálem a zahradou odhadnut na 25 344 zlatých a 46 krejcarů. Obsahoval 4 150 čtverečných sáhů. Ještě téhož roku minorité obdrželi zmíněné peníze. Dne 3. července 1776 začali minorité bořit, a to nejprve svůj klášter. Později museli opustit i kostel. 11. srpna 1776 konali v kostele sv. Anny poslední bohoslužbu a po ní odnesli velebnou svátost a křtitelnici v procesí do filiálního kostela sv. Petra, kde nadále konali své bohoslužby. S bouráním kostela sv. Anny se začalo dne 16. srpna 1776.
Pozůstatky původního kostela byly objeveny v roce 1911 při bagrování v řečišti Labe. Kostel se nacházel na někdejším ostrově v prostoru poblíž dnešního Tyršova mostu.

### Kostel svatého Mikuláše (Pražské předměstí)
Kostel sv. Mikuláše vznikl pravděpodobně v průběhu 13. století. První zmínka se datuje k roku 1346. Zanikl po husitských válkách v roce 1436. Jednalo se o farní kostel pro západní část Pražského Předměstí. Vznikl na místě staršího pohřebiště, jehož kostrové hroby byly objeveny při rekonstrukci náměstí 28. října v letech 2012–2013.

### Kostel sv. Jiří s klášterem (Pražské předměstí)
Kostel sv. Jiří na dnešním Pražském Předměstí (poblíž dnešní třídy Karla IV.) vznikl patrně již ve 12. století. V druhé polovině 13. století u kostela vybudovaly svůj kláštery sestry dominikánky (klášter doložen k roku 1277). Klášter zanikl v husitském období, patrně na počátku 30. let 15. století. V následujících staletích na historii místa upozorňoval používaný pomístní název Klášteřiště.

### Kostel sv. Kříže (Pražské předměstí)
Kostel sv. Kříže byl jednou z mnoha kostelních staveb na území dnešního Pražského Předměstí. Vznikl snad již ve 12. století, prameny jej ovšem uvádějí až na počátku 15. století. Zanikl roku 1436. V závěru 18. století v místech kostela vznikla tzv. Pražská flošna, při jejímž rozebírání a při stavbě obytných domů byly nalezeny hroby.

### Kostel sv. Antonína se špitálem (Slezské Předměstí)
Kostel sv. Antonína vznikl za východním okrajem centra Hradce Králové, v oblasti Slezského Předměstí. Vznikl nejpozději v roce 1379. Stavba vznikla z iniciativy městského rychtáře a konšelů. Po husitské epoše se stal farním. Téměř zničen byl za třicetileté války v 17. století. Na počátku 18. století byl obnoven, ale definitivně zbořen byl v roce 1766 v souvislosti s výstavbou královéhradecké pevnosti. Vzhled kostela před zničením za třicetileté války jen zachycen na malbě na dřevěné desce varhan v chrámu sv. Ducha z roku 1638. Stejně jako v případě dalších kostelů zaniklých při stavbě pevnosti, i v tomto případě byl použit stavební materiál ke stavbě nového svatostánku stejného zasvěcení na novém místě. Nový kostel sv. Antonína Poustevníka vznikl v nově budované osadě Nový Hradec Králové.

### Kostel sv. Jakuba s komendou
Kostel sv. Jakuba pravděpodobně vznikl již ve 12. století. V polovině 13. století jej získal řád německých rytířů a vybudoval si u něj malou komendu. V okolí návazně vznikla osada, která měla v průběhu 14. století vlastní samosprávu. Součástí komendy byl i špitál a kaple sv. Alžběty. V husitském období komenda zanikla. Kostel byl následně jako hřbitovní obnoven v 16. století (za Martina Cejpa z Peclinovce). Znovuzřízen byl špital a zařízení pro malomocné. Zánik kostela i hřbitova je datován do roku 1766 v souvislosti s výstavbou královéhradecké pevnosti. Na zdivo staveb i pozůstatky hřbitova se narazilo při výstavbě na konci 19. a v první polovině 20. století, když se stavěla současná zástavba mezi ulicemi Šimkova a 'Ludovíta Štúra. Část z nálezů je uložena ve sbírkách Muzea východních Čech.

### Kostel sv. Jana Křtitele
Kostel sv. Jana Křtitele byl nejstarším známým kostelem na území Hradce Králové. Vystavěn byl v prostorách slovanského hradeckého hradu patrně již v 11. století, tedy ještě před vznikem samotného města. Po vzniku města jej v závěru první čtvrtiny 13. století získali do správy minorité. U kostela si zřídili výstavní klášter, který padl za oběť husitským bojům již v roce 1419. Zbytky klášterních staveb zanikly při výstavbě vojenské nemocnice v roce 1787. Za doklad kostela je považována mj. románská dlaždice s motivem lva, dnes uložená ve sbírkách Muzea východních Čech v Hradci Králové.

### Kostel Panny Marie
Kostel Panny Marie vznikl v podhradí slovanského hradu, a to patrně ve 12. století. V době kolem vzniku města (kolem 1225) se u kostela usadili dominikáni, a vznikl klášter. V druhé půli 13. století byl kostel s klášterem raně goticky přestavěny. Z této přestavby se dochovalo několik architektonických fragmentů, které byly následně použity při výstavbě hradební zdi. Z roku 1406 pochází písemné doložení kaple sv. Kateřiny a oltáře sv. Ludmily. Při klášteře fungovala také škola. K zániku areálu došlo na počátku husitské revoluce roku 1419. Místo bylo poničeno při stavbě pevnosti po roce 1766. Na zbytky původních staveb se narazilo při stavbě obytných domů v Kotěrově ulici na počátku 20. století.

### Kostel sv. Martina
Poblíž řeky Orlice stával kostel sv. Martina, který byl farním kostelem pro někdejší Mýtské Předměstí. Jeho založení je odhadováno do 12. století, první zmínka o něm pak pochází z roku 1352. Zanikl v husitském období po roce 1420. Přesná poloha kostela není známá.

### Kostel sv. Václava
Kostel sv. Václava vznikl pravděpodobně již v raném středověku. Dochované písemné zmínky pocházejí však až z počátku 15. století. Zanikl během husitského období. Jeho lokalizace není přesně známa. Odborníci uvažují o dvou možnostech. První z nich je dnešní zahrada Rudolfina (někdejšího ústavu hluchoněmých), kde byly v roce 1907 nalezeny kostrové hroby a zbytky zdí z cihel gotického formátu. Druhá uvažovaná poloha kostela je v místě pozdějšího kostela sv. Pavla.

### Kostel sv. Pavla (Mýtské Předměstí)
Kostel sv. Pavla vznikl pravděpodobně na počátku 16. století. Jednalo se o hřbitovní kostel, v jehož blízkosti stával špitál malomocných, o němž existuje zmínka z roku 1514. V předhusitské době možná na stejném místě stával kostel. sv. Václava. V období středověku a raného novověku se v blízkosti kostela sv. Pavla vyráběly cihly, a tak bývá označován s přízviskem „na cihelnách“ či „na cihelně“. Podle umístění se ovšem někdy uvádí také jako „na Střezině“, což byla část zaniklého Mýtského Předměstí. Kostel zanikl v roce 1776 kvůli budování barokní pevnosti. Stavební materiál byl použit pro výstavbu kostel sv. Pavla v Pouchově, kam byla po dostavbě nového svatostánku přenesena i část původního vybavení.

### Kostel sv. Petra
Doba vzniku kostela sv. Petra není přesně známa, první zmínka je až z roku 1352, ale podle zasvěcení, se odhaduje vznik na období raného středověku. Tzv. patronátní právo měl k tomuto kostelu během husitských válek zaniklý klášter benediktinů v Opatovicích nad Labem. Kostel sv. Petra byl také za husitských válek rozbořen (společně s kostely sv. Mikuláše a sv. Kříže), a to z rozkazu kněze Ambrože. K obnově došlo v roce 1480, pořízen byl i nový zvon. U kostela vznikl jeden z městských hřbitovů pozdního středověku a raného novověku. Dokládají to i písemné zmínky o zřízení kostnice v roce 1517 či pozdější koupě zahrady za účelem rozšíření hřbitova v návaznosti na morovou epidemii v roce 1600.
Tento kostel zůstal při stavbě hradecké pevnosti stát jako poslední kostel na hradeckých předměstích. Zbourán byl až roku 1778. Podobně jako v ostatních případech tehdy zbořených kostelů, i tento měl svého následovníka, který byl budovaný částečně ze stavebního materiálu původního svatostánku. Nový kostel sv. Petra vznikl v Plotištích nad Labem. Do nového kostela byl přenesen i zmíněný zvon z roku 1480 (dnes je jedním ze dvou tamních zvonů, další středověké zvony byly zrekvírovány za druhé světové války). Část inventáře však byla přesunuta do kostela sv. Anny v Kuklenách. Na počátku 20. století při výstavbě domů čp. 222 a 467 na třídě Karla IV. byly nalezeny hroby původního hřbitova, které dokládají lokalizaci kostela se hřbitovem.

### Kostel sv. Štěpána
Kostel sv. Štěpána byl patrně založen již v raném středověku. První dochovaná písemná zmínka o něm pochází ale až z roku 1384. Ze všech zaniklých kostelů na hradeckých předměstích se nacházel nejvíce daleko od centra. Nacházel se pravděpodobně v místech kapličky na rozcestí dnešní Kydlinovské ulice a ulice U fotochemy. Zanikl asi během husitské doby.

### Kostel sv. Vavřince
Kostel sv. Vavřince byl patrně založen již v raném středověku. První zmínka o něm pochází z roku 1342. Byl určen pro obyvatele středověké Soukenické ulice poblíž soutoku Labe s Orlicí. Kostel patrně zanikl za husitské revoluce, ale zcela není vyloučeno ani to, že zanikl až za třicetileté války. V roce 1897 byly při stavbě sladovny pivovaru nalezeny kostnice a kostrové hroby, které snad s kostelem sv. Vavřince souvisely. Nálezy však není možné blíže datovat. Dalším dokladem o umístění kostela může být část gotického opukového náhrobku se zbytkem nápisu, která se našla při kladení kanalizace v roce 2014.

## Opevnění
Vstup do města strážily dvě brány –⁠ Pražská a Mýtská (Slezská) brána. V rámci výstavby opevnění vznikly také dvě fortny, branky pro pěší: Rybářská a Soukenická.

### Rybářská fortna
Rybářská nebo také Biřicova branka či fortna stála v místech, kde v 19. století vzniklo schodiště Bono publico.

### Soukenická fortna
Soukenická neboli Kozí branka (fortna) stávala v opevnění mezi děkanstvím a někdejším pivovarem, dnes krajským úřadem. Dodnes na tyto názvy a dřívější aktivity odkazuje název ulice Soukenická a také terasy Kozinka v místech, kde se historicky na prudkých svazích pásly kozy.

### Mýtská (Slezská) brána

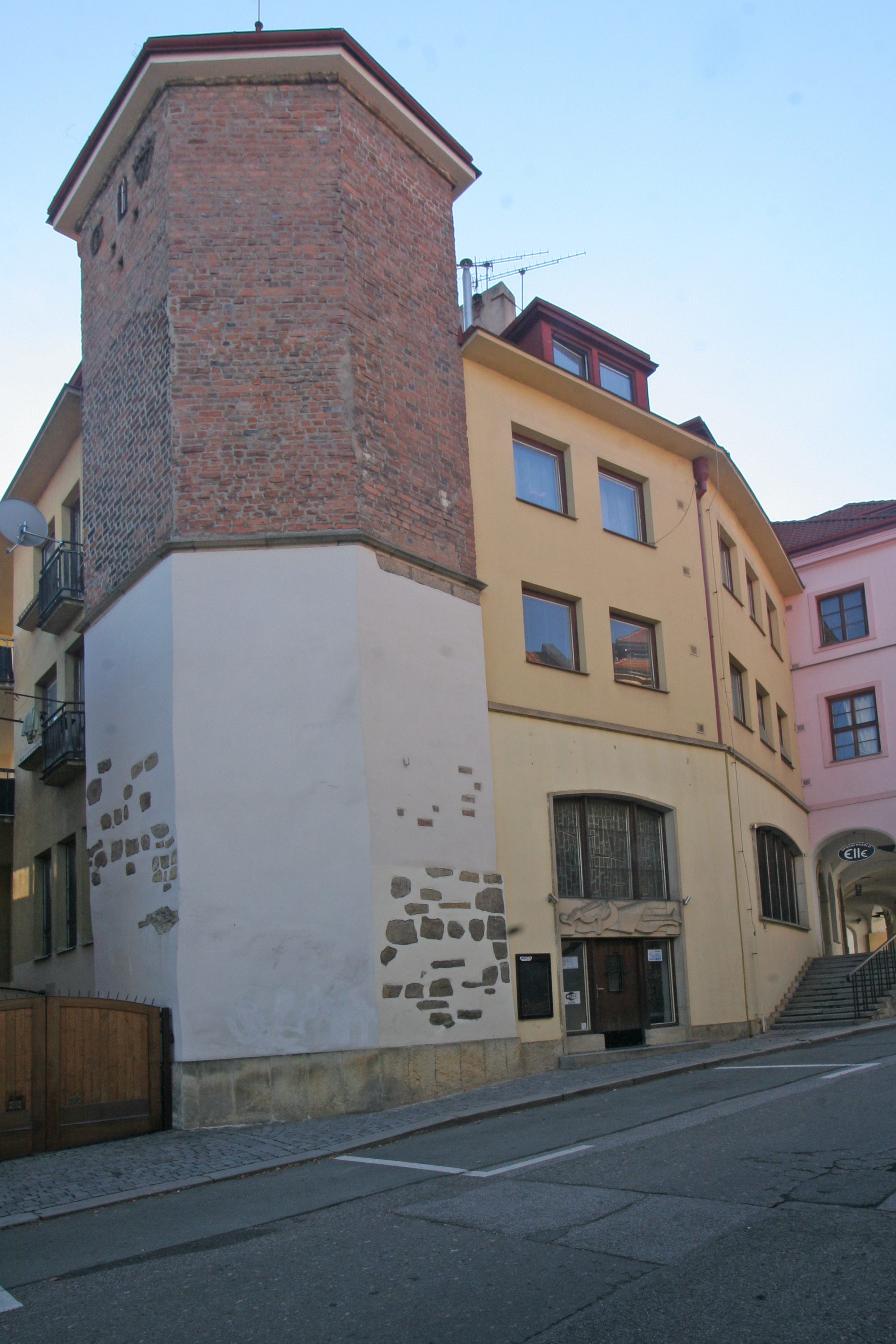
Torzo Mýtské neboli Slezské brány

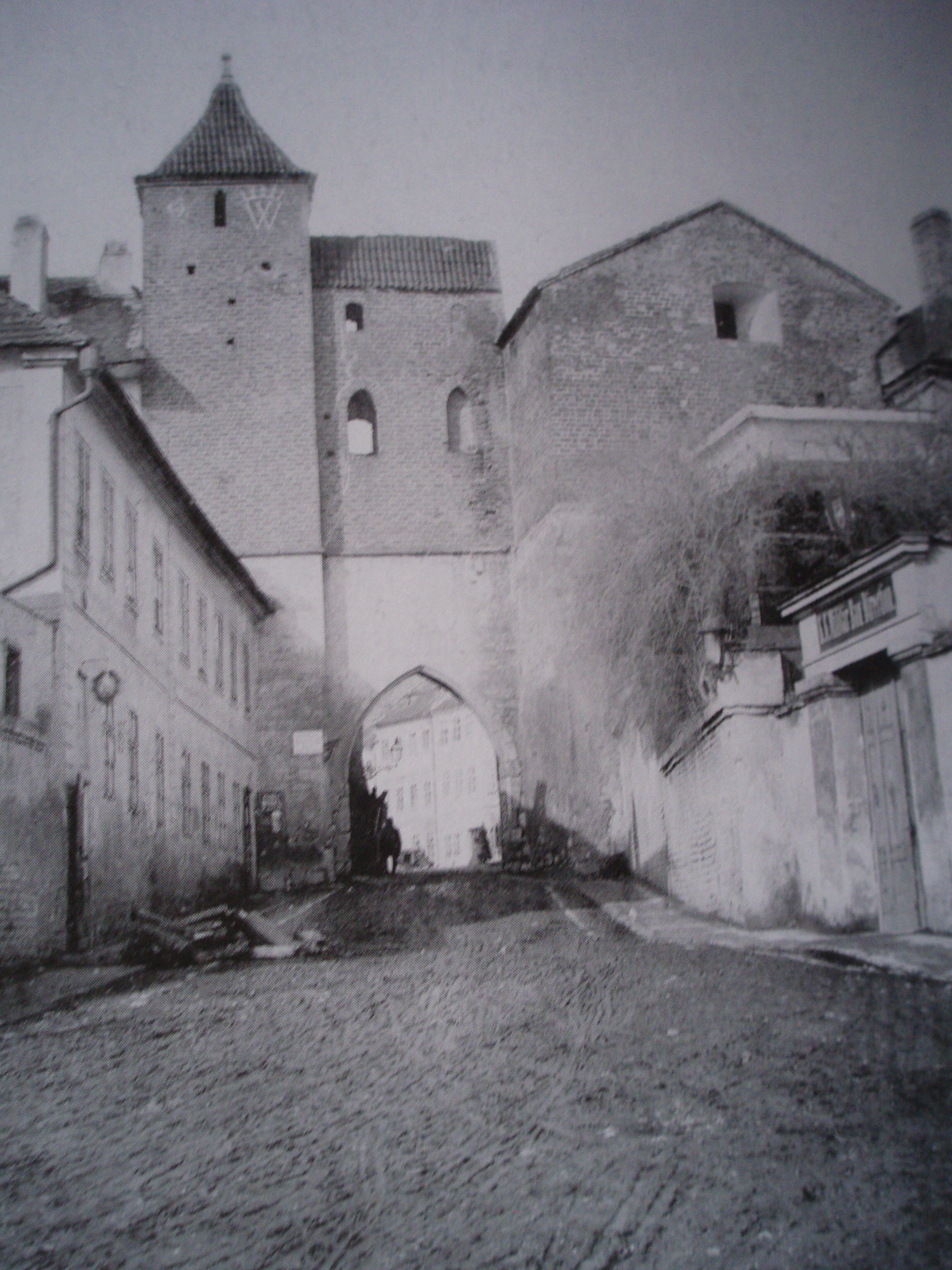
Mýtská (Slezská) brána před rokem 1873

Mýtská neboli Slezská brána byla cihlová brána v dnešní Mýtské ulici na východním okraji historického centra Hradce Králové. Jednalo se o součást horní hradební zdi ze 14. století. Na konci 14. století byla označována také jako Nová brána, jelikož se jednalo o druhou bránu po starší bráně, které se později začalo říkat „Pražská“. V bráně se platilo clo, a tak se někdy také nazývala dle pramenů „Celná“.

### Pražská brána
Pražská brána je jednou ze zaniklých městských bran v Hradci Králové. Jednalo se o cihlovou stavbu, kterou bylo možné vejít do města ze západní strany, tedy ve směru od Prahy. Vznikla jako první z městských bran, a proto byla v době vzniku druhé brány (Slezské) nazývána Starou branou.

K bráně a jejímu přebraní přiléhal důstojnický dům, který dodnes stojí, díky čemuž je zřejmá přesná poloha brány.

## Ostatní

### Masné krámy
V druhé polovině 19. století zanikly původní masné krámy, které byly umístěny v současné Tomkově ulici. Jejich model potom v roce 1935 vyrobil z popudu místního muzea Jan Kačírek.

### Královéhradecký hrad
Téměř zcela zaniklý hrad se nacházel v sousedství kláštera minoritů v nároží města na výrazném pahorku na severu městského centra. Již v 10. století se zde nacházelo slovanské hradiště s tržištěm. V první polovině tu následně vznikl gotický hrad. Stal se centrem Přemyslovců, pobývala zde i královna Eliška Rejčka (1308–1316). Na počátku 15. století hrad s městem dvakrát vyhořel. Po dobytí husity roku 1423 zůstal pobořený. Na jeho místě je městská zástavba se zachovanou částí okrouhlé věže.